# Средний палец
Средний палец (лат. digitus medius) — III палец кисти человека (лат. digitus tertius), средний из пяти.
Средний палец является самым длинным на руке. Кончик среднего пальца — это крайняя точка вытянутой руки, поэтому средний палец учитывается при определении некоторых единиц измерения, связанных с анатомией (локтя, аршина и др.)

## Применение
При игре на фортепиано обозначается цифрой 3, на струнных инструментах — цифрой 2.
По-испански средний палец называется буквально «палец сердца». По-древнееврейски название среднего пальца совпадает с названием меры длины «локоть».
В некоторых культурах средний палец обозначает ограничение. Считается, что палец ограничивает навыки, которые дают другие 4 пальца.
Может применяться для следующих жестов:

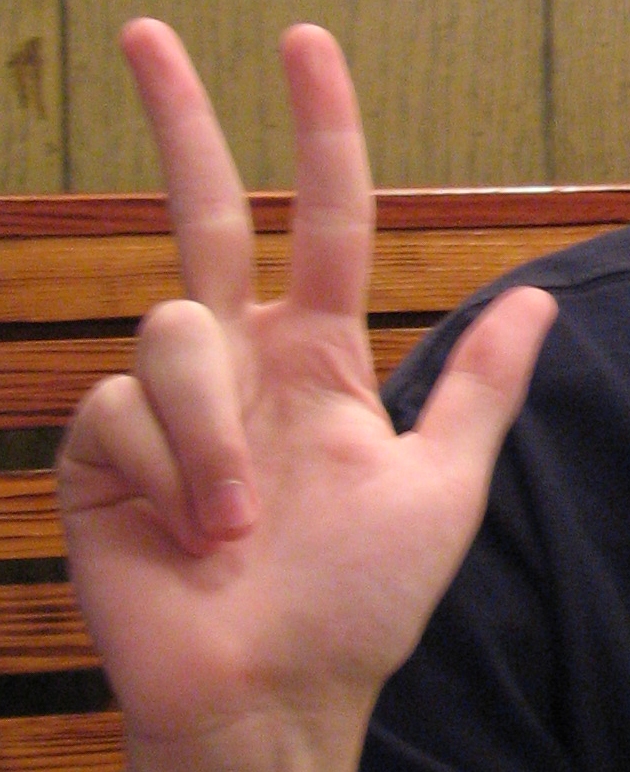
Трёхперстное приветствие (Сербия)
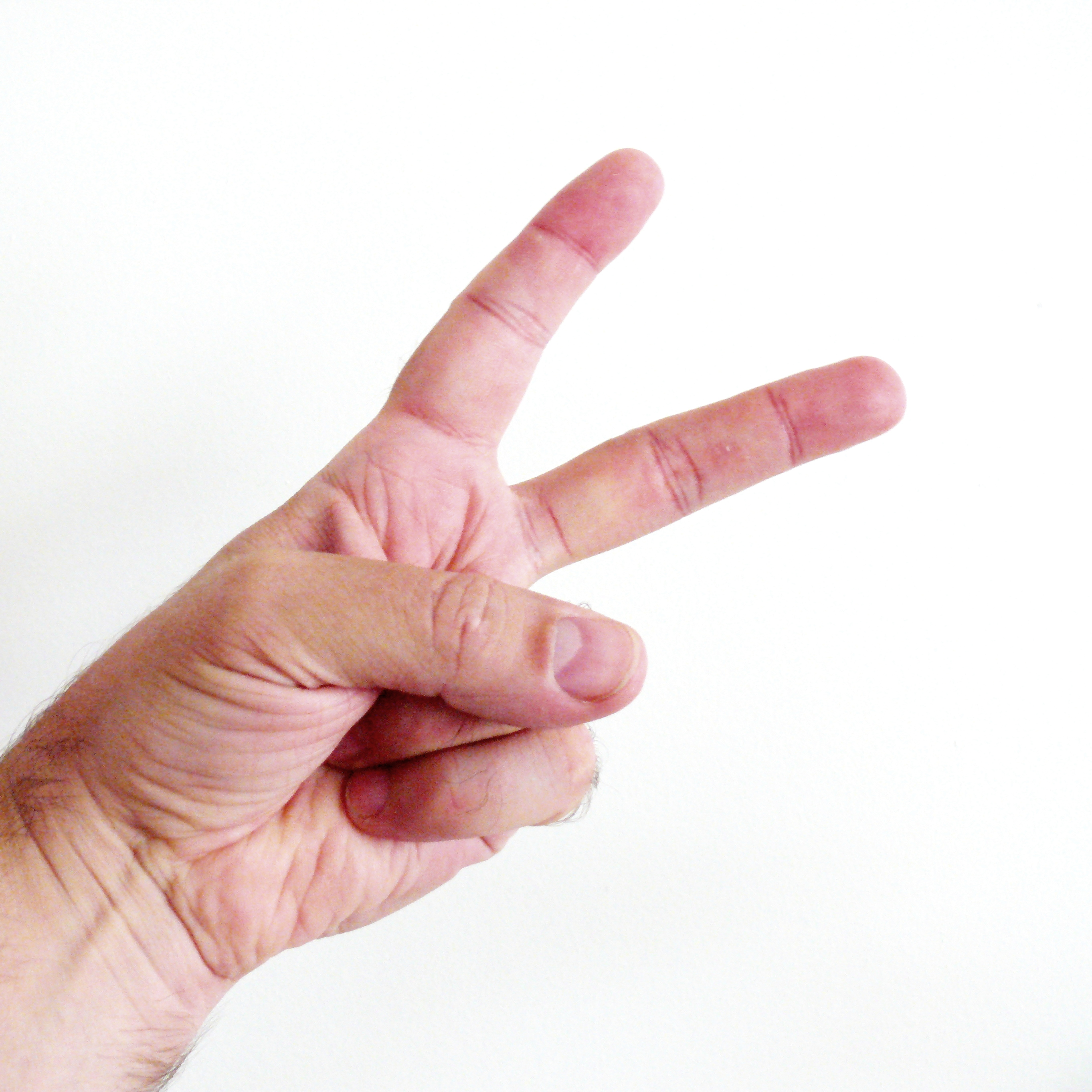
Виктория
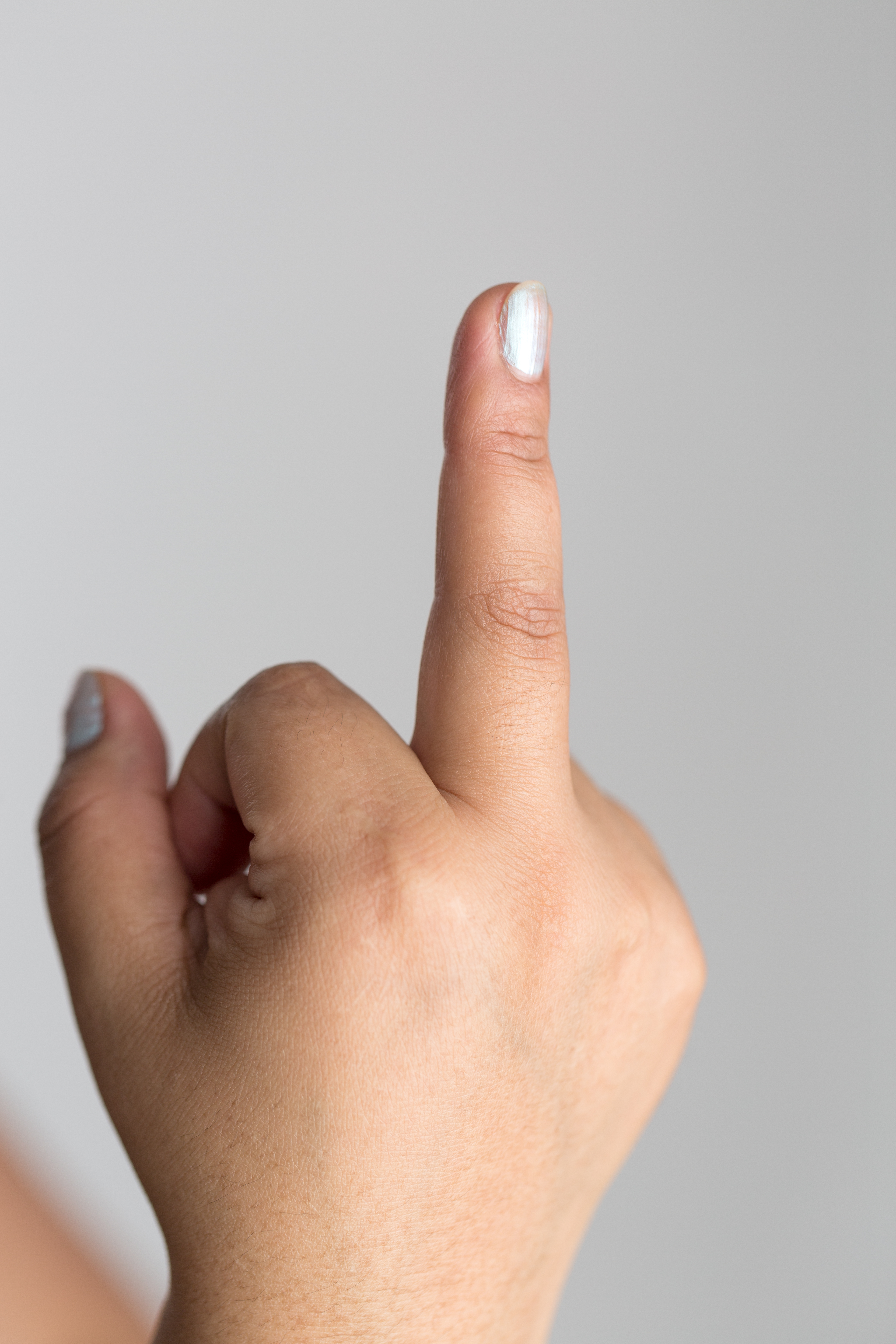
Фак
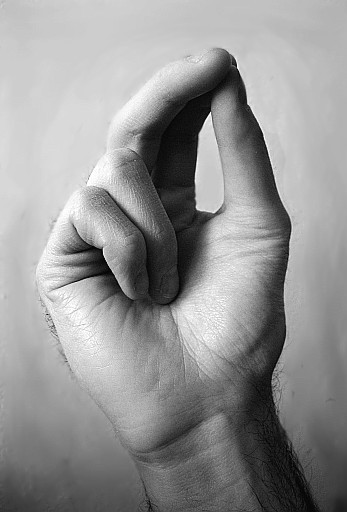
Троеперстие
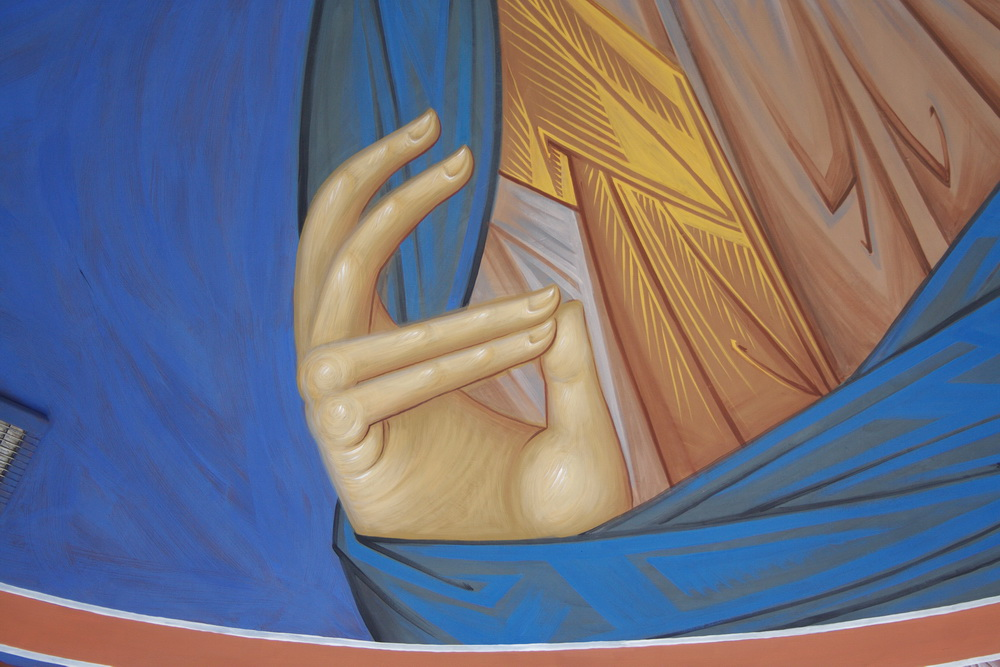
Двоеперстие
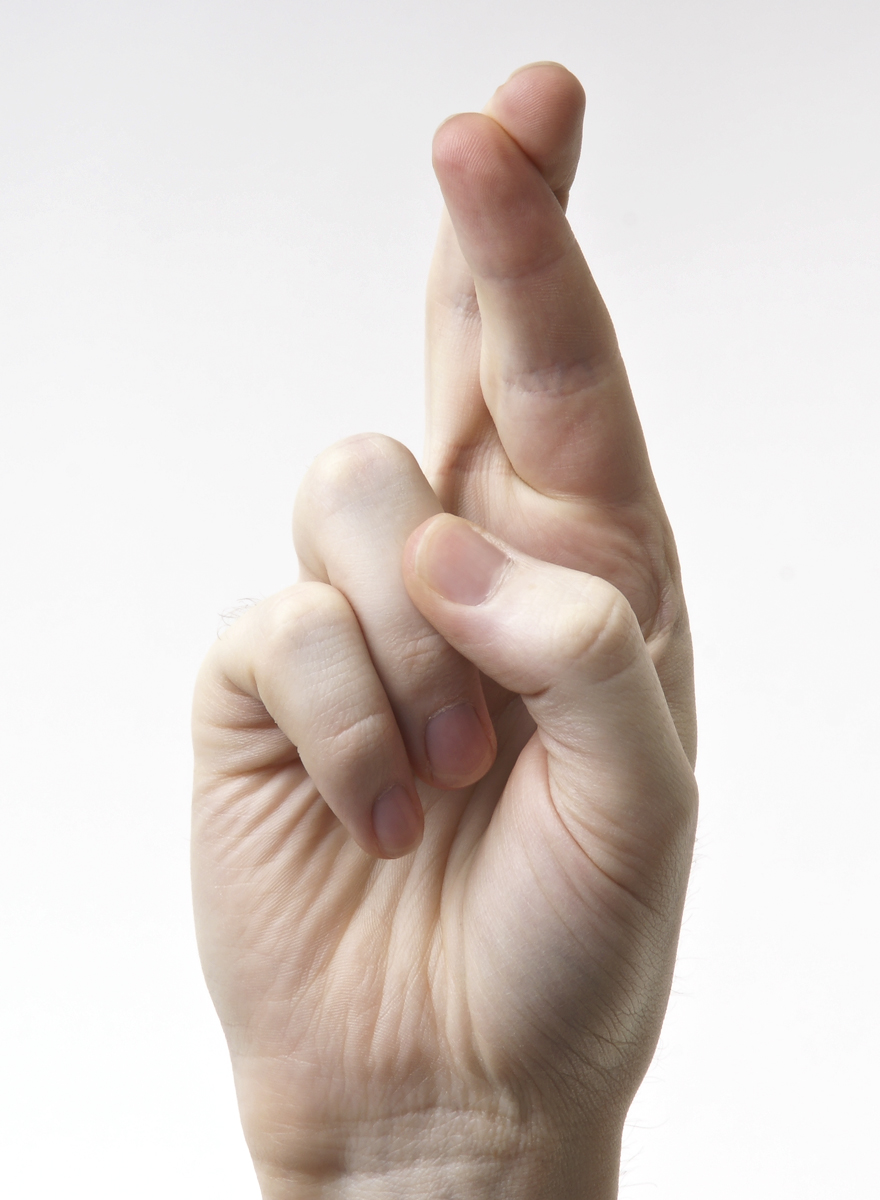
Скрещённые пальцы[англ.]